# Alcis sinextincta
Alcis sinextincta là một loài bướm đêm trong họ Geometridae.